# Péristyle de Beaujolais
Le péristyle de Beaujolais est une voie située dans le 1er arrondissement de Paris, en France.

## Situation et accès
Orienté approximativement nord-sud, le péristyle de Beaujolais est situé au numéro 3 de la rue de Beaujolais. Cette voie relie la rue de Beaujolais au nord et le jardin du Palais Royal au sud, à l'angle de la galerie de Beaujolais et de la galerie de Valois.

## Origine du nom

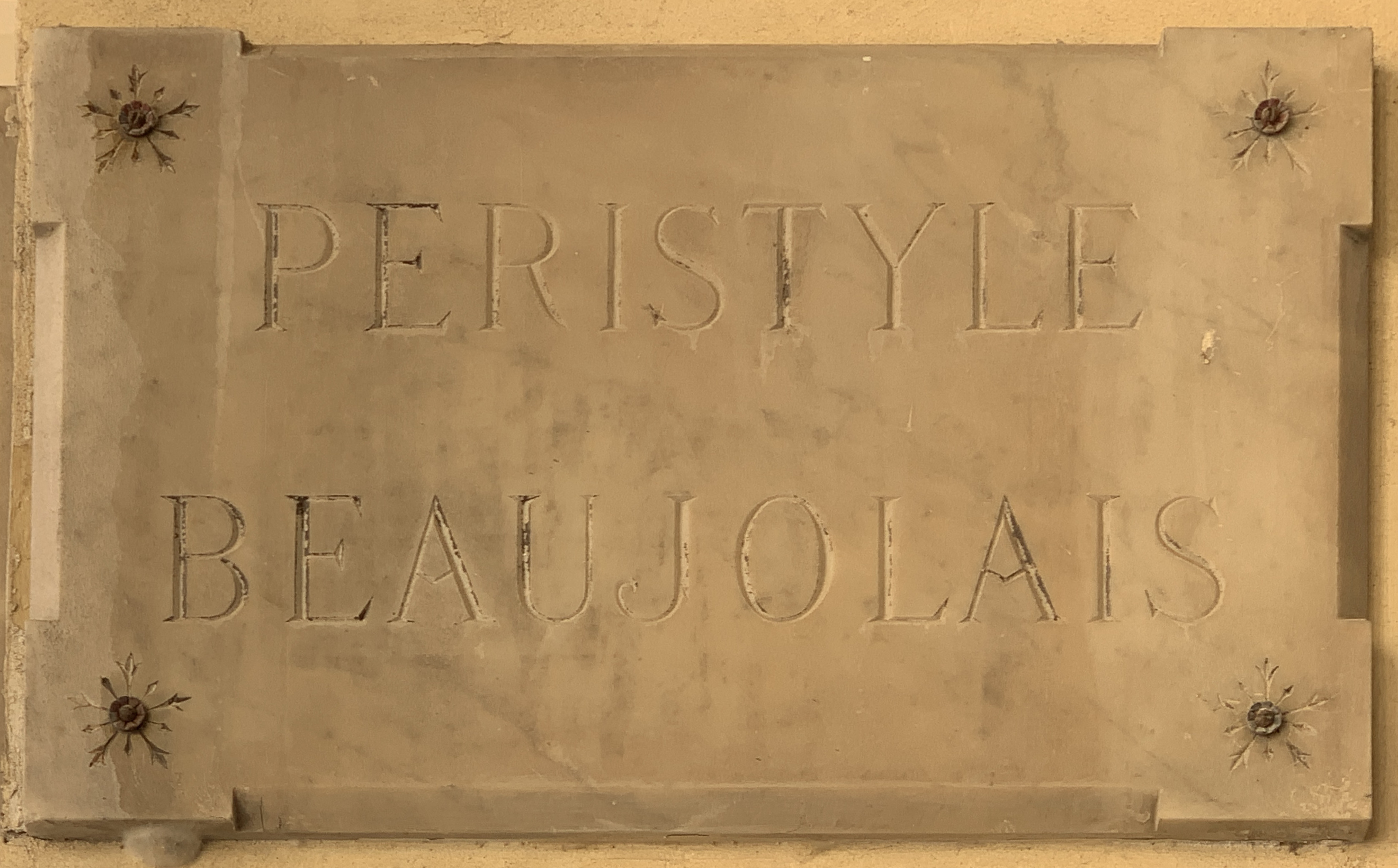
Plaque de la voie.

Voisinage de la rue de Beaujolais.